# 滨海街道 (汕头市)
滨海街道，是中华人民共和国广东省汕头市濠江区下辖的一个乡镇级行政单位。

## 行政区划
滨海街道下辖以下地区：
华新社区、华里社区、钱塘社区、东陇社区、上店社区、上头社区、里前社区、五一社区和林后社区。